# Paraminota hiranoi
Paraminota hiranoi es una especie de insecto coleóptero de la familia Chrysomelidae. Fue descrita científicamente en 1982 por Takizawa.